# Markka
Finská markka byla měna Finska od roku 1860 až do 1. ledna 1999, resp. v praxi až do 1. ledna 2002, kdy ji nahradilo euro (€). Její měnový kód byl FIM a obvykle se pro vyjádření částek v ní používala značka mk. Dělila se na 100 penni. Směnný kurz s eurem činil 5,94573 marek za 1 euro.

## Historie

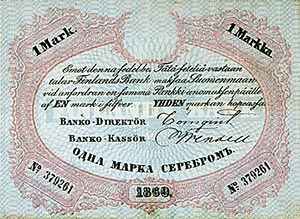
Jednomarkková bankovka z roku 1860

Markka byla vydána poprvé v roce 1860 jako čtvrtina ruského rublu. V roce 1865 se markka od rublu oddělila a svázala svou hodnotu se stříbrem. Poté, co Finsko získalo roku 1917 nezávislost, byla založena Finská banka a markka se začala používat jako nezávislá měna krytá zlatem. Zlatý standard byl zrušen roku 1940, kdy markka během Zimní války trpěla vysokou inflací. V roce 1963 byla původní markka nahrazena novou markkou, která odpovídala stu dosavadních jednotek.
Název markka byl založen na středověké jednotce váhy. Oba názvy, jak markka, tak penni, jsou vypůjčená slova z němčiny (srovnej s německou markou a pfennigem).
Ačkoli slovo markka je o několik století starší než sama měna, tato měna byla ustanovena ještě předtím, než byla nazvána markka. Na název měny byla vypsána soutěž. Některé další navrhované názvy byly sataikko (znamená „mající sto částí“), omena („jablko“) nebo suomo (od Suomi – „Finsko“).
Během více než 140leté historie finské markky bylo vydáno 28 různých mincí. Vyobrazení na nich se během let měnila, ale zůstávala zřetelně finská. Finská markka je nyní již historií, neboť Finsko ji roku 1999 vyměnilo za společnou evropskou měnu Euro. Markkové mince a bankovky byly v oběhu až do roku 2002.

## Portréty na bankovkách
Tata část článku popisuje poslední sérii finské markky, která byla navržena 80. letech 20. století finským výtvarníkem Erikem Bruunem a vydána v roce 1986.
- 10 mk (modrá) – Paavo Nurmi (1897–1973), atlet a olympijský vítěz (bankovka byla stažena kvůli zavedení dvacetimarkkové bankovky)
- 20 mk (modrozelená) – Väinö Linna (1920–1992), spisovatel
- 50 mk (hnědá) – Alvar Aalto (1898–1976), architekt
- 100 mk (zelená) – Jean Sibelius (1865-1957), skladatel
- 500 mk (červená) – Elias Lönnrot (1802-1884), spisovatel, historik
- 1000 mk (modropurpurová) – Anders Chydenius (1729-1803), farář a státník

Tato série měla také zahrnovat červenopurpurovou bankovku o hodnotě 5000 mk, na které měl být farář a lingvista Mikael Agricola. Ta ale nebyla nikdy oficiálně dána do oběhu.

## Starší bankovky
Předposlední série bankovek byla navržena Tapiem Wirkkalou, zavedena v roce 1955 a přepracována při reformě v roce 1963. Byla to první série, na které byly vyobrazeny konkrétní osobnosti. Mezi nimi byli Juho Kusti Paasikivi na desetimarkkovce, J. V. Snellman na stomarkkovce a Urho Kekkonen na pětisetmarkkovce, která byla uvedena do oběhu později.
Na rozdíl od pozdější série Erika Bruuna na této sérii nebyly zobrazeny žádné další skutečné předměty. Spolu s osobnostmi zde byly jen abstraktní ornamenty. Tehdejším oblíbeným vtipem bylo přeložení desetimarkkové bankovky v místě Paasikiviho obličeje, čímž se objevilo něco, co připomínalo myš a co bylo vydáváno za jediné vyobrazení zvířete v celé sérii.
Ještě starší bankovky, navržené Elielem Saarinenem, byly zavedeny roku 1922. Byli na nich také vyobrazeni lidé, ti ale nepředstavovali žádné konkrétní osobnosti. Tehdy to byly trochu kontroverzní bankovky, protože muži a ženy na nich byli vyobrazeni nazí.

## Mince
V poslední sérii mincí finské markky bylo pět mincí.
- 10 penni (stříbrná barva) – lilie na lícu a včelí plástev na rubu
- 50 penni (stříbrná barva) – medvěd na lícu a ploník obecný (druh mechu) na rubu
- 1 markka (měděná barva) – finský státní znak na lícu
- 5 marek (měděná barva) – tuleň kroužkovaný saimaaský na lícu a list leknínu s vážkou na rubu
- 10 marek (dvoukovová mince, střed měděné a okraj stříbrné barvy – tetřev na lícu a větve jeřábu a bobule na rubu